# Thatthavong Khonkeo
Khonkeo Thatthavong (ur. 11 maja 1982) – laotański zapaśnik w stylu klasycznym.
Złoty medalista igrzysk Azji Południowo-Wschodniej w 2009; drugi w 2013 roku.